# Рут де амити
Рут де амити (фр. Route de l'amitié) — шоссейная многодневная велогонка, проходившая по территории Буркина-Фасо и Кот-д’Ивуара с 1996 по 2002 год.

## История
Первые два издания гонки прошли в 1996 и 1997 годах. После этого потребовалось 5 лет, чтобы снова пересмотреть эту идею и провести следующую гонку. Она состоялась в марте 2002 году. Маршрут гонки проходил одновременно в двух странах Буркина-Фасо и Кот-д’Ивуар, каждая из которых выставляла по несколько команд.
В сентября 2002 года произошедшие события в Кот-д'Ивуаре привели к определенной «напряженности» между двумя странами и гонка больше не проводилась.

## Призёры
| Год  | Победитель      | Второй | Третий |
| ---- | --------------- | ------ | ------ |
| 2002 | Хамадо Пафаднам |        |        |